# Ordem das Damas Nobres de Espanha
A Ordem das Damas Nobres de Espanha (em castelhano: Orden de las Damas Nobles de España) é uma ordem honorífica feminina que funciona sob a égida da rainha de Espanha. Inicialmente denominada Real Ordem das Damas Nobres da Rainha Maria Luísa (em castelhano: Real Orden de las Damas Nobles de la Reina María Luisa) ou simplesmente Ordem de Maria Luísa (em castelhano: Orden de María Luisa), foi criada pelo rei Carlos IV de Espanha por Real Decreto de 21 de Abril de 1792 a pedido de sua esposa a rainha Maria Luísa de Parma, para que esta tivesse uma maneira de recompensar as mulheres nobres que se distinguissem pelos seus serviços ou qualidades. Esta distinção está reservada a mulheres, tendo como limite 30 agraciadas. Levam anexo o tratamento de Excelência ou Excelentísima ou Excelentíssima Senhora. No momento é inativa.